# MSCI
MSCI-Barra è un fornitore di servizi finanziari statunitense, con sede a New York.

## Storia
La società nata come Morgan Stanley Capital International nel 1969, ha acquisito nel 2004 la Barra Inc., trasformandosi in MSCI-Barra. Tra il 2007 e il 2009 Morgan Stanley ha quotato MSCI sul Nyse e ha poi provveduto a cedere le proprie partecipazioni nella società.
MSCI calcola e pubblica il valore panieri e di molteplici indici azionari internazionali, che sono usati in molti fondi comuni, ETF e da investitori privati come parametro di riferimento (benchmark) per lo sviluppo del rendimento del loro portafoglio. Gli indici più noti sono MSCI World e MSCI EAFE.